# Соррентино, Алессандро
Алессандро Соррентино (исп. Alessandro Sorrentino; род. 3 апреля 2002, Гуардьагреле, Абруцци) — итальянский футболист, вратарь клуба «Фрозиноне».

## Клубная карьера
Соррентино — воспитанник клубов «Виртус Ланчано», «Анголана» и «Пескара». 11 октября 2021 года в матче против «Виртус Энтелла» он дебютировал в итальянской Серии C в составе последних. Летом 2022 года Алессандро перешёл в «Монцу», подписав контракт на 5 лет. Сумма трансфера составила 1 млн. евро. 17 сентября 2023 года в матче против «Лечче» он дебютировал в итальянской Серии A. 